# فهد أبو خضرة
فهد أبو خضرة (1939 -) هو شاعر وأستاذ جامعي، من عرب 48 يقيم في إسرائيل.

## حياته ونشأته
فهد أبو خضرة ولد الشاعر فهد أبو خضرة في قرية الرينة (قرب الناصرة) عام 1939م، تلقى تعليمه في مدرسة القرية، ثم في الثانوية في مدينة الناصرة، وحصل على اللقب الأول في اللغتين العربية والعبرية وآدابها من الجامعة العبرية في القدس، ثم نال شهادة الماجستير في اللعة العربية من الجامعة العبرية في القدس ثم شهادة الدكتوراه عن أطروحته حول الشاعر العباسي ابن المعتز (الرجل وإنتاجه الأدبي). 

## مسيرته
عمل محاضراً في جامعة حيفا، ومدرساً في دار المعلمين، وفي كلية إعداد المعلمين العرب في حيفا. كتب القصيدة التقليدية ، والشعر الحر.
له عدة دواوين شعرية ورواية بالإضافة إلى العديد من الأبحاث اللغوية والكتب التدريسية.

## مؤلفاته الشعرية[3][4]
- الليل والحدود (رواية) الناصرة 1964.
- الزنبق والحروف (شعر) القدس، 1972.
- البحث عن أجنحة (شعر) القدس، 1987.
- النسور (شعر) 1990
- كتابات على طريق الوصول (شعر) 1994
- مسارات عبر الزوايا الحادة (شعر)1998
- حلم ليلة ربيعية (شعر) 2001

## مؤلفاته الأدبية[5]
- ابن المعتز – الرجل وإنتاجه الأدبي – بحث – 1981

- دراسات في الشعر والعروض 1989

- فصول التماثيل في تباشير السرور (تحقيق ودراسة) 1989
- السرقات الشعرية وما يتّصل بها (دراسة) 2006
- التوافق اللفظي (بلاغة) 2007
- الحقيقة والمجاز (بلاغة) 2009